# 奥田宗久
奥田 宗久（おくだ むねひさ、1952年4月5日 - 2001年10月7日）は日本の財務官僚。

## 来歴
山口県出身（父母も山口県）。東京都立立川高等学校、一橋大学経済学部経済学科卒業。1976年 大蔵省入省（主計局総務課）。1981年7月 弘前税務署長。1982年7月 国税庁長官官房総務課長補佐。 1990年7月 大臣官房会計課長補佐。1991年6月 大阪国税局調査部長。同年7月 大阪国税局調査第一部長。1993年7月 沖縄開発庁振興局振興総務課長。1997年7月 経済企画庁調整局財政金融課長。1999年9月 造幣局東京支局長。2000年7月 理財局国有財産第一課長。2001年1月6日 財務省理財局国有財産企画課長。同年7月 関東財務局金融安定監理官。同年10月7日 くも膜下出血のため、東京都立川市の病院で死去。

## 略歴
- 1976年4月：大蔵省入省（主計局総務課）。
- 1977年7月：名古屋国税局調査査察部。
- 1978年9月：大臣官房調査企画課。
- 1979年7月：理財局総務課総合資金係長心得[3]。
- 1980年7月：理財局資金第一課企画係長[4]。
- 1981年7月：弘前税務署長。
- 1982年7月：国税庁長官官房総務課長補佐。
- 1983年7月：理財局国庫課長補佐（総括・調査・国資一）[5]。
- 1985年7月：理財局付（外務研修）。
- 1986年5月：外務省在香港総領事館領事。
- 1989年7月：証券局資本市場課長補佐。
- 1990年7月：大臣官房会計課長補佐。
- 1991年6月：大阪国税局調査部長。
- 1991年7月：大阪国税局調査第一部長。
- 1993年7月：沖縄開発庁振興局振興総務課長。
- 1997年7月：経済企画庁調整局財政金融課長。
- 1999年9月：造幣局東京支局長。
- 2000年7月：理財局国有財産第一課長。
- 2001年1月6日：財務省理財局国有財産企画課長。
- 2001年7月：関東財務局金融安定監理官。
- 2001年10月7日：死去。